# Associazione Calcio Fiorentina 1967-1968
Questa voce raccoglie le informazioni riguardanti l'Associazione Calcio Fiorentina nelle competizioni ufficiali della stagione 1967-1968.

## Stagione
Nella stagione 1967-1968 si è disputato il primo torneo a 16 squadre del dopoguerra, la Viola con 35 punti ha ottenuto il quarto posto in classifica alle spalle del Milan che ha vinto nettamente lo scudetto con 46 punti, secondo con 37 punti il Napoli e terza la Juventus con 36 punti. Retrocedono in Serie B il Brescia e la Spal con 22 punti ed il Mantova con 17 punti. Per questa stagione dal mercato sono arrivati Amarildo dal Milan, Mario Maraschi dal L.R. Vicenza ed il portiere Franco Superchi dalla Roma.

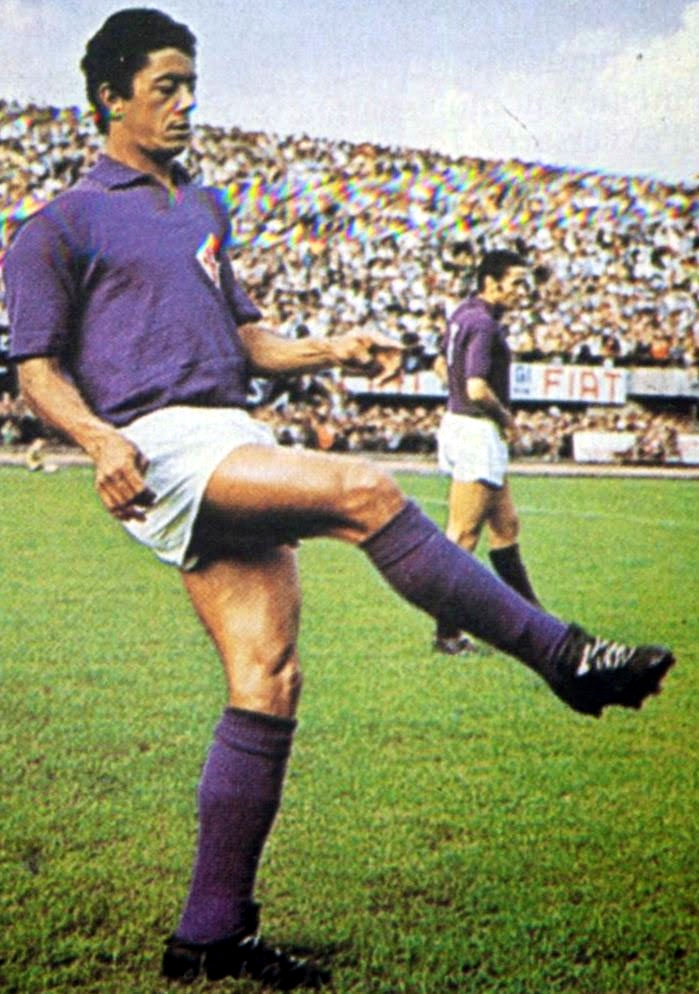
Il neoacquisto Amarildo

Nel corso del campionato la Fiorentina dalla dodicesima giornata sostituisce l'allenatore Beppe Chiappella con Luigi Ferrero e Andrea Bassi nel ruolo di Direttore Tecnico, una coppia di tecnici che rilancia la Fiorentina dalla metà classifica fino al quarto posto di fine stagione. Miglior realizzatore stagionale Mario Maraschi autore di quindici reti, di cui dodici reti in campionato, una in Coppa Italia e due in Coppa delle Coppe. Il nuovo capitano viola da questa stagione è Giancarlo De Sisti una delle bandiere gigliate.
La Fiorentina in Coppa Italia elimina la Roma (4-1) al primo turno ma viene eliminata al secondo turno dal Bologna (2-1), nella Coppa delle Fiere supera nel primo doppio turno i francesi del Nizza, ma cede il passo nel secondo doppio turno ai portoghesi dello Sporting Lisbona. Nella Coppa delle Alpi la Viola si piazza al terzo posto nel Girone A vinto dagli svizzeri del Basilea.

## Rosa
| N. |                   | Ruolo | Calciatore         |
| -- | ----------------- | ----- | ------------------ |
|    | Italia (bandiera) | P     | Enrico Albertosi   |
|    | Italia (bandiera) | P     | Franco Superchi    |
|    | Italia (bandiera) | D     | Giuseppe Brizi     |
|    | Italia (bandiera) | D     | Marcello Diomedi   |
|    | Italia (bandiera) | D     | Ugo Ferrante       |
|    | Italia (bandiera) | D     | Eraldo Mancin      |
|    | Italia (bandiera) | D     | Bernardo Rogora    |
|    | Italia (bandiera) | C     | Mario Bertini      |
|    | Italia (bandiera) | C     | Mario Brugnera     |
|    | Italia (bandiera) | C     | Pierluigi Cencetti |

| N. |                    | Ruolo | Calciatore               |
| -- | ------------------ | ----- | ------------------------ |
|    | Italia (bandiera)  | C     | Franco Cortesi           |
|    | Italia (bandiera)  | C     | Giancarlo De Sisti       |
|    | Italia (bandiera)  | C     | Salvatore Esposito       |
|    | Italia (bandiera)  | C     | Claudio Merlo            |
|    | Italia (bandiera)  | C     | Sileno Passalacqua       |
|    | Italia (bandiera)  | C     | Giovan Battista Pirovano |
|    | Brasile (bandiera) | A     | Amarildo                 |
|    | Italia (bandiera)  | A     | Luciano Chiarugi         |
|    | Italia (bandiera)  | A     | Marzio Magli             |
|    | Italia (bandiera)  | A     | Mario Maraschi           |

Giocatori comprati per la stagione successiva ma impiegati nella Coppa delle Alpi 1968.
| N. |                   | Ruolo | Calciatore      |
| -- | ----------------- | ----- | --------------- |
|    | Italia (bandiera) | A     | Giorgio Mariani |

| N. |                   | Ruolo | Calciatore      |
| -- | ----------------- | ----- | --------------- |
|    | Italia (bandiera) | A     | Francesco Rizzo |

## Risultati

### Serie A

#### Girone di andata
| Arbitro: | Toselli (Cormons) |

|                                |           |              |
| Amarildo 34’, 49’ Maraschi 73’ | Marcatori | 51’ Anastasi |

| Milano 1º ottobre 1967 2ª giornata | Milan          | 0 – 0 | Fiorentina | Stadio San Siro\| Arbitro: \| Pieroni (Roma) \| |
| Arbitro:                           | Pieroni (Roma) |       |            |                                                 |

| Arbitro: | Carminati (Milano) |

|              |           |            |
| De Sisti 67’ | Marcatori | 7’ Ferrini |

| Arbitro: | Genel (Trieste) |

|                    |           |             |
| Jair 61’ Peirò 75’ | Marcatori | 9’ De Sisti |

| Arbitro: | De Marchi (Pordenone) |

|              |           |  |
| De Sisti 26’ | Marcatori |  |

| Arbitro: | Gonella (Torino) |

|  |           |            |
|  | Marcatori | 68’ Rogora |

| Arbitro: | Di Tonno (Lecce) |

|  |           |           |
|  | Marcatori | 73’ Troja |

| Arbitro: | Motta (Monza) |

|             |           |  |
| Altafini 8’ | Marcatori |  |

| Arbitro: | Sbardella (Roma) |

|                                  |           |                                   |
| Zigoni 18’ Bercellino 81’ (rig.) | Marcatori | 60’ (aut.) Salvadore 71’ Pirovano |

| Arbitro: | Pieroni (Roma) |

|              |           |                |
| Amarildo 24’ | Marcatori | 29’ Domenghini |

| Arbitro: | De Robbio (Torre Annunziata) |

|             |           |              |
| Cristin 75’ | Marcatori | 77’ Amarildo |

| Arbitro: | Gonella (Torino) |

|            |           |  |
| Mancin 54’ | Marcatori |  |

| Arbitro: | Possagno (Treviso) |

|                           |           |  |
| Amarildo 59’ Maraschi 80’ | Marcatori |  |

| Arbitro: | Acernese (Roma) |

|             |           |  |
| Rozzoni 79’ | Marcatori |  |

| Arbitro: | Torelli (Milano) |

|                               |           |          |
| Maraschi 8’, 80’ Brugnera 89’ | Marcatori | 87’ Gori |

#### Girone di ritorno
| Varese 21 gennaio 1968 16ª giornata | Varese              | 0 – 0 | Fiorentina | Stadio Franco Ossola\| Arbitro: \| Lo Bello (Siracusa) \| |
| Arbitro:                            | Lo Bello (Siracusa) |       |            |                                                           |

| Arbitro: | Gonella (Torino) |

|  |           |                      |
|  | Marcatori | 59’ Prati 65’ Rivera |

| Arbitro: | Francescon (Padova) |

|  |           |                          |
|  | Marcatori | 25’ Maraschi 51’ Bertini |

| Firenze 11 febbraio 1968 19ª giornata | Fiorentina                   | 0 – 0 | Roma | Stadio Comunale\| Arbitro: \| De Robbio (Torre Annunziata) \| |
| Arbitro:                              | De Robbio (Torre Annunziata) |       |      |                                                               |

| Arbitro: | Carminati (Bologna) |

|                                     |           |                 |
| Rizzo 76’ Niccolai 83’ Hitchens 90’ | Marcatori | 70’ (aut.) Nené |

| Arbitro: | Motta (Monza) |

|              |           |  |
| Maraschi 14’ | Marcatori |  |

| Arbitro: | Di Tonno (Lecce) |

|            |           |             |
| Braida 53’ | Marcatori | 32’ Bertini |

| Arbitro: | Bernardis (Trieste) |

|                                |           |  |
| Maraschi 72’, 77’ Chiarugi 73’ | Marcatori |  |

| Arbitro: | Toselli (Cormons) |

|                           |           |  |
| Maraschi 33’ Brugnera 90’ | Marcatori |  |

| Arbitro: | D'Agostini (Roma) |

|                                        |           |              |
| Mazzola 18’ D'Amato 35’ Domenghini 48’ | Marcatori | 32’ Maraschi |

| Firenze 31 marzo 1968 26ª giornata | Fiorentina       | 0 – 0 | Sampdoria | Stadio Comunale\| Arbitro: \| Torelli (Milano) \| |
| Arbitro:                           | Torelli (Milano) |       |           |                                                   |

| Arbitro: | De Marchi (Pordenone) |

|  |           |                                |
|  | Marcatori | 11’, 87’ De Sisti 81’ Chiarugi |

| Arbitro: | Bernardis (Trieste) |

|              |           |                                 |
| Tomeazzi 35’ | Marcatori | 61’ Bertini 72’ (rig.) Maraschi |

| Arbitro: | Carminati (Milano) |

|                           |           |  |
| Maraschi 35’ De Sisti 86’ | Marcatori |  |

| Arbitro: | Lo Bello (Siracusa) |

|             |           |  |
| Vinicio 45’ | Marcatori |  |

### Coppa Italia
| Arbitro: | Torelli (Milano) |

|                                                              |           |          |
| Ferrari 19’ (aut.) Maraschi 21’ Losi 34’ (aut.) Pirovano 61’ | Marcatori | 9’ Peirò |

| Arbitro: | Lo Bello (Siracusa) |

|                                |           |                  |
| Tentorio 14’ (rig.) Haller 47’ | Marcatori | 28’ (rig.) Merlo |

### Coppa delle Fiere
| Arbitro: | Kreitlein |

|  |           |              |
|  | Marcatori | 78’ Maraschi |

| Arbitro: | Schiller |

|                                           |           |  |
| De Sisti 9’ Brugnera 53’, 68’ Bertini 63’ | Marcatori |  |

| Arbitro: | Handwerker |

|                              |           |           |
| Lourenço 4’ Peres 74’ (rig.) | Marcatori | 62’ Magli |

| Arbitro: | Wotava |

|              |           |           |
| Maraschi 20’ | Marcatori | 57’ Peres |

### Coppa delle Alpi

#### Fase a gironi
| Arbitro: | Tschenscher |

|             |           |  |
| Taccola 63’ | Marcatori |  |

| 18 giugno 1968 Gruppo A - 2ª giornata                                                  | Kaiserslautern | 2 – 2                   | Fiorentina |  |
| \| \| \| \| \| Kapitulski ?’ Koppenhöfer ?’ \| Marcatori \| ?’ Amarildo ?’ Ferrante \| |                |                         |            |  |
|                                                                                        |                |                         |            |  |
| Kapitulski ?’ Koppenhöfer ?’                                                           | Marcatori      | ?’ Amarildo ?’ Ferrante |            |  |

| 22 giugno 1968 Gruppo A - 3ª giornata         | Fiorentina | 1 – 0 | Colonia |  |
| \| \| \| \| \| Chiarugi ?’ \| Marcatori \| \| |            |       |         |  |
|                                               |            |       |         |  |
| Chiarugi ?’                                   | Marcatori  |       |         |  |

| 25 giugno 1968 Gruppo A - 4ª giornata                                                 | Servette  | 1 – 4                                     | Fiorentina |  |
| \| \| \| \| \| Nemeth ?’ \| Marcatori \| ?’ Rizzo ?’ Maraschi ?’ De Sisti ?’ Merlo \| |           |                                           |            |  |
|                                                                                       |           |                                           |            |  |
| Nemeth ?’                                                                             | Marcatori | ?’ Rizzo ?’ Maraschi ?’ De Sisti ?’ Merlo |            |  |

| Arbitro: | Weyland |

|              |           |             |
| Paolucci 16’ | Marcatori | 61’ Mariani |

## Statistiche

### Statistiche di squadra
| Competizione      | Punti | In casa | In casa | In casa | In casa | In casa | In casa | In trasferta | In trasferta | In trasferta | In trasferta | In trasferta | In trasferta | Totale | Totale | Totale | Totale | Totale | Totale | DR  |
| Competizione      | Punti | G       | V       | N       | P       | Gf      | Gs      | G            | V            | N            | P            | Gf           | Gs           | G      | V      | N      | P      | Gf     | Gs     | DR  |
| ----------------- | ----- | ------- | ------- | ------- | ------- | ------- | ------- | ------------ | ------------ | ------------ | ------------ | ------------ | ------------ | ------ | ------ | ------ | ------ | ------ | ------ | --- |
| Serie A           | 35    | 15      | 9       | 4       | 2       | 20      | 7       | 15           | 4            | 5            | 6            | 15           | 16           | 30     | 13     | 9      | 8      | 35     | 23     | +12 |
| Coppa Italia      | -     | 1       | 1       | 0       | 0       | 4       | 1       | 1            | 0            | 0            | 1            | 1            | 2            | 2      | 1      | 0      | 1      | 5      | 3      | +2  |
| Coppa delle Fiere | -     | 2       | 1       | 1       | 0       | 5       | 1       | 2            | 1            | 0            | 1            | 2            | 2            | 4      | 2      | 1      | 1      | 7      | 3      | +4  |
| Coppa delle Alpi  | -     | -       | -       | -       | -       | -       | -       | 5            | 2            | 2            | 1            | 8            | 5            | 5      | 2      | 2      | 1      | 8      | 5      | +3  |
| Totale            | -     | 18      | 11      | 5       | 2       | 29      | 9       | 23           | 7            | 7            | 9            | 26           | 25           | 41     | 18     | 12     | 11     | 55     | 34     | +21 |

### Statistiche dei giocatori
Sono da considerare 2 autogol a favore dei viola in campionato e 2 in Coppa Italia.
| Giocatore      | Serie A  | Serie A | Coppa Italia | Coppa Italia | Coppa delle Fiere | Coppa delle Fiere | Coppa delle Alpi | Coppa delle Alpi | Totale   | Totale |
| Giocatore      | Presenze | Reti    | Presenze     | Reti         | Presenze          | Reti              | Presenze         | Reti             | Presenze | Reti   |
| -------------- | -------- | ------- | ------------ | ------------ | ----------------- | ----------------- | ---------------- | ---------------- | -------- | ------ |
| E. Albertosi   | 25       | -19     | 2            | -3           | 4                 | -3                | 0                | -0               | 31       | -25    |
| Amarildo       | 17       | 5       | 2            | 0            | 2                 | 0                 | 5                | 1                | 26       | 6      |
| M. Bertini     | 23       | 3       | 1            | 0            | 4                 | 1                 | 0                | 0                | 28       | 4      |
| G. Brizi       | 21       | 0       | 2            | 0            | 3                 | 0                 | 5                | 0                | 31       | 0      |
| M. Brugnera    | 17       | 2       | 1            | 0            | 4                 | 2                 | 0                | 0                | 22       | 4      |
| P. Cencetti    | 5        | 0       | 0            | 0            | 2                 | 0                 | 2                | 0                | 9        | 0      |
| L. Chiarugi    | 20       | 2       | 1            | 0            | 3                 | 0                 | 4                | 1                | 28       | 3      |
| F. Cortesi     | 0        | 0       | 0            | 0            | 1                 | 0                 | 0                | 0                | 1        | 0      |
| G. De Sisti    | 30       | 6       | 2            | 0            | 4                 | 1                 | 5                | 1                | 41       | 8      |
| M. Diomedi     | 0        | 0       | 0            | 0            | 1                 | 0                 | 0                | 0                | 1        | 0      |
| S. Esposito    | 10       | 0       | 1            | 0            | 1                 | 0                 | 0                | 0                | 12       | 0      |
| U. Ferrante    | 25       | 0       | 2            | 0            | 3                 | 0                 | 5                | 1                | 35       | 1      |
| M. Magli       | 4        | 0       | 1            | 0            | 3                 | 1                 | 0                | 0                | 8        | 1      |
| E. Mancin      | 22       | 1       | 2            | 0            | 3                 | 0                 | 4                | 0                | 31       | 1      |
| M. Maraschi    | 27       | 12      | 2            | 1            | 3                 | 2                 | 4                | 1                | 36       | 16     |
| C. Merlo       | 26       | 0       | 2            | 1            | 4                 | 0                 | 5                | 1                | 37       | 2      |
| S. Passalacqua | 1        | 0       | 0            | 0            | 0                 | 0                 | 1                | 0                | 2        | 0      |
| G.B. Pirovano  | 26       | 1       | 2            | 1            | 4                 | 0                 | 3                | 0                | 35       | 2      |
| G. Rogora      | 26       | 1       | 2            | 0            | 1                 | 0                 | 4                | 0                | 33       | 1      |
| F. Superchi    | 7        | -4      | 0            | -0           | 0                 | -0                | 5                | -5               | 12       | -9     |
| G. Mariani     | -        | -       | -            | -            | -                 | -                 | 2                | 1                | 2        | 1      |
| F. Rizzo       | -        | -       | -            | -            | -                 | -                 | 5                | 1                | 5        | 1      |